# Kórházhajó

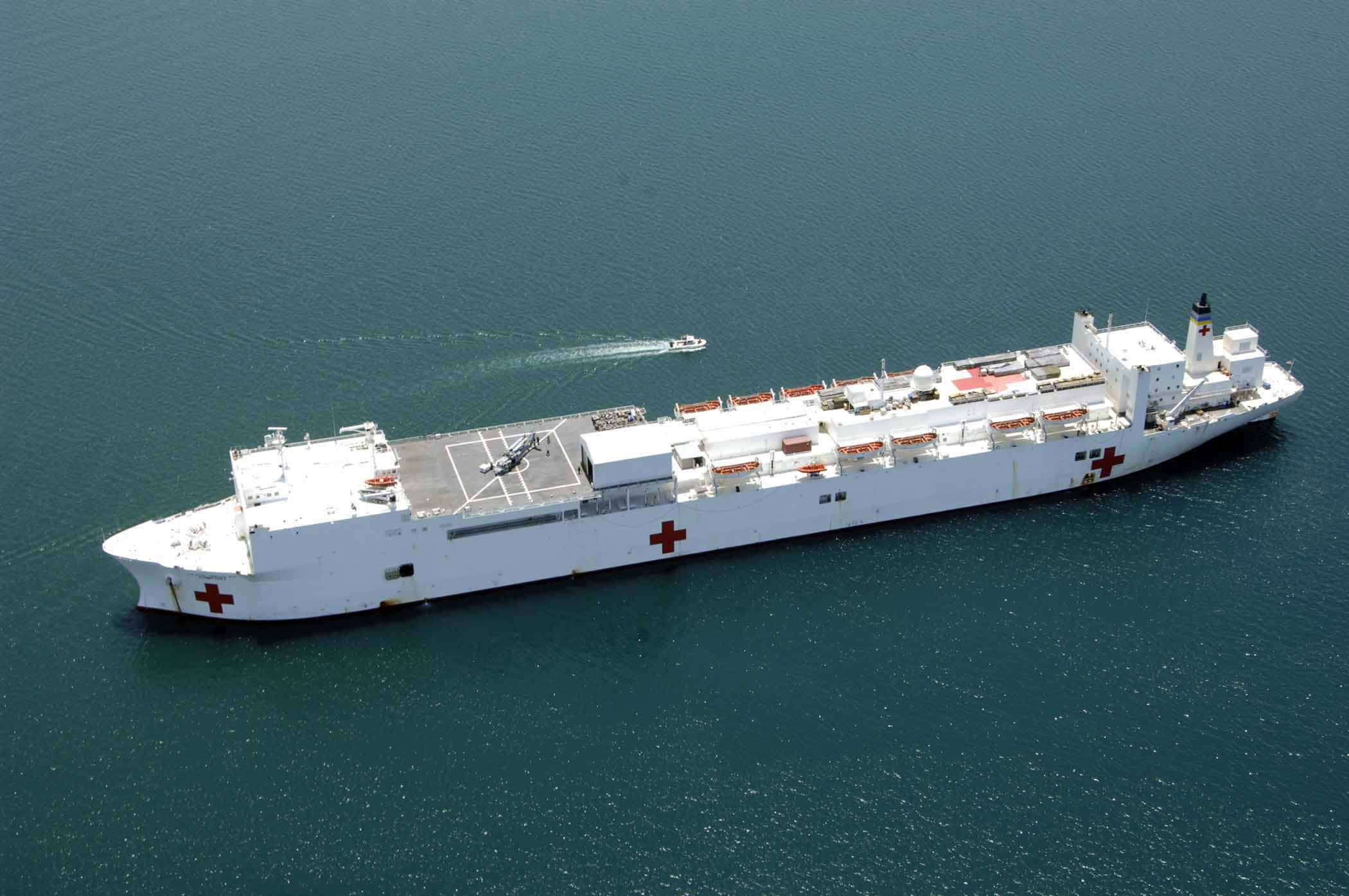
USA-beli kórházhajó 2009-ben

A kórházhajók olyan hajók, amelyeket háborúkban alkalmaztak a sérült katonák szállítására, ellátására. Rendszerint a legnagyobb hajókat alakították át kórházhajóvá, hogy minél több sebesültet legyenek képesek  szállítani. A hajók oldalára vörös keresztet festettek, ezzel jelezték, hogy a hajó sebesülteket szállít.
A harci cselekmények megszűnte után számos kórházhajót más célokra építették át és továbbra is használatban maradtak.

## Nevezetes kórházhajók
- A Titanic testvérhajója, a HMHS Britannic is kórházhajóként funkcionált az első világháborúban.[1]
- HMHS Asturias
- 1916. március 18-án az első világháború alatt a francia Ampére búvárnaszád, nem törődve a vöröskereszt jelzéssel, megtorpedózta az Osztrák-Magyar Monarchia Elektra nevű  kórházhajóját, de az nem süllyedt el.
- A HMHS Llandovery Castle  kanadai kórházhajót egy német tengeralattjáró 1918. június 27-én  süllyesztette el az első világháborúban. Az akció azért vált hírhedtté, mert a hajó megtorpedózása után az U–86-os a felszínre emelkedett, és legénysége a kórházhajó számos túlélőjét agyonlőtte.

## Jogi szabályozás
A kórházhajókról szóló 1904. évi december hó 21-én Hágában kötött nemzetközi egyezményt Magyarország az 1913. évi XLIII. törvénnyel cikkelyezte az ország törvényei közé.